# Исла-Ратон
Исла-Ратон (исп. Isla Ratón) — посёлок-остров на юге Венесуэлы, на территории штата Амасонас. Является административным центром муниципалитета Аутана.

## Географическое положение
Исла-Ратон расположен на северо-западе штата, на одноимённом острове, посреди реки Ориноко, вблизи государственной границы с Колумбией, на расстоянии приблизительно 65 километров к юго-юго-западу (SSW) от города Пуэрто-Аякучо, административного центра штата. Абсолютная высота — 58 метров над уровнем моря.

## Население
По данным Национального института статистики Венесуэлы, численность населения посёлка в 2013 году составляла 9671 человек.